# Comuna Piskî, Novopskov
Piskî (în ucraineană Піски) este o comună în raionul Novopskov, regiunea Luhansk, Ucraina, formată din satele Bulavînivka și Piskî (reședința).

## Demografie
Componența lingvistică a comunei Piskî
     Ucraineană (94,88%)
     Rusă (4,76%)
     Alte limbi (0,26%)
Conform recensământului din 2001, majoritatea populației comunei Piskî era vorbitoare de ucraineană (94,88%), existând în minoritate și vorbitori de rusă (4,76%).